# Pueblo saba
El pueblo saba también es conocido como sabah o sabaye. Sus 3.400 integrantes viven en el noreste de Melfi, en el cantón Sorki de la subprefectura de Chinguil, departamento Barh Signak de la región de Guéra, en Chad. Forma parte del complejo de pueblos hadjarai. Son agricultores adaptados a la zona montañosa de Jabal Marrah, en la región más septentrional del Sahel.
Su tradición relata que son descendientes de un antepasado de nombre Dolle, que habría conducido una emigración desde el este. Relato que coincide con el origen nilótico que se atribuye al complejo de pueblos hadjarai. Su etnónimo “saba” significa oriente en árabe.
Su idioma es el saba, del filo afroasiático y dentro de la familia de lenguas chadianas. Parte de su población también habla el árabe chadiano, pues es la lengua franca en el comercio y los mercados de la región.
La casi totalidad de los 3.400 saba son musulmanes, pero la religión étnica sigue presente en su vida cotidiana a través del culto a los espíritus margai. Estos seres espirituales ofician de intermediaros entre el ser supremo y creador y los seres humanos. Espiritualidad común también al resto de los hadjarai.